# تکستران
تکستران (به انگلیسی: Textron) شرکت خوشه‌ای آمریکایی است، که از طریق شرکت‌های تابعه خود در زمینه طراحی، توسعهٔ فناوری و ساخت انواع هواپیماها، جت‌های تجاری، هواگردهای بالگردان، پهپادها، خودروهای برف‌رو و بمب‌های خوشه‌ای فعالیت می‌کند.
شرکت تکستران در سال ۱۹۲۳ در شهر بوستون ایالت ماساچوست تأسیس شد و هم‌اکنون دارای چندین شرکت تابعه و برند می‌باشد که شناخته شده‌ترین آن‌ها شامل؛ سسنا، بل هلیکوپتر، جیکوبسن، گرینلی و ای-زد-گو می‌باشند.
دفتر مرکزی تکستران در شهر پراویدنس، رود آیلند قرار دارد و بخشی از سهام آن در بازار بورس نیویورک معامله می‌شود و جزئی از شاخص اس اند پی ۵۰۰ به‌شمار می‌آید. تکستران در سال ۲۰۱۲ در فهرست فرچون ۵۰۰ در رتبه ۱۹۰ از بزرگترین شرکت‌های ایالات متحده آمریکا قرار داشت.